# Robert Huth
Robert Huth (født 18. august 1984 i Østberlin, Østtyskland) er en tysk tidligere fodboldspiller, der spillede som midterforsvarer hos den engelske Premier League-klub Leicester City F.C. Tidligere har han spillet for Middlesbrough F.C., Chelsea F.C. og Stoke City F.C hvorfra han blev udlånt til Leicester City F.C., hvorefter han underskrev en 3-årig kontrakt med klubben. Med London-klubben blev Huth i 2005 og 2006 engelsk mester, og i 2005 desuden vinder af Carling Cuppen.

## Landshold
Huth står (pr. august 2010) noteret for 19 kampe for Tysklands landshold, som han debuterede for på sin fødselsdag, den 18. august 2004 i en kamp mod Østrig. Han blev efterfølgende udtaget til den tyske trup til både Confederations Cup i 2005, samt VM i 2006, begge gange på hjemmebane.

## Titler
Premier League
- 2005 og 2006 med Chelsea F.C.
- 2015/2016 med Leicester City

Carling Cup
- 2005 med Chelsea F.C.